# Adam Driver
Adam Douglas Driver (San Diego, 19 de novembre de 1983) és un marine retirat cantant ocasional i actor estatunidenc. Internacionalment conegut pels seus papers com Adam Sackler en la reeixida sèrie de televisió de HBO Girls i com Kylo Ren, el malvat principal (successor de Darth Vader), a la saga de ciència-ficció Star Wars, en la qual apareix per primera vegada en El despertar de la Força.

## Primers anys
Va néixer en Sant Diego (Califòrnia). És d'ascendència anglesa, neerlandesa, alemanya, irlandesa, i escocesa. Es va graduar en Mishawaka High School en 2001.

### Carrera militar
Poc després dels atemptats de l'11 de setembre de 2001, Driver es va unir al Cos de Marines dels Estats Units i fou assignat a Infanteria. Va prestar els seus serveis a l'armada durant gairebé tres anys, abans que es trenqués l'estèrnum en un accident mentre practicava ciclisme de muntanya, raó per la qual es va veure obligat a abandonar el cos de Marines i no romandre a la guerra de l'Iraq. Va estudiar per ser actor a l'Escola Juilliard de Nova York i va graduar-se en Belles arts el 2009.

## Carrera artística
Després de la seva graduació a Juilliard, Driver va debutar com a actor a Broadway protagonitzant l'obra Mrs. Warren's Profession amb l'actriu britànica Sally Hawkins en 2010. Debuta en el cinema un any després amb el llargmetratge J. Edgar, de Clint Eastwood. Interpreta el paper d'un noi d'una gasolinera que els dona la matrícula que necessita Edgar per a trobar al culpable del segrest i assassinat de Bruno Hauptmann. En la seva segona pel·lícula interpreta el paper del capità de les forces armades dels Estats Units Samuel Beckwith a Lincoln, de Steven Spielberg. Aquest mateix any s'integra al ventall de la sèrie televisiva controvertida i popular a nivell mundial Girls de la cadena de televisió HBO, en la qual dona vida a Adam Sackler (la parella emocionalment inestable de la protagonista principal de la sèrie), interpretació per la qual ha rebut fins a 2022 tres nominacions consecutives dels Premis Primetime Emmy en la categoria de Millor Actor de Repartiment en una Sèrie de Comèdia. Un any després interpreta el paper del fotògraf de la National Geographic Society Rick Smolan en la pel·lícula australiana Tracks, dirigida per John Curran; al cantant Al Cody en la pel·lícula Inside Llewyn Davis, dirigida pels germans Coen. En 2014 protagonitza la pel·lícula italiana Hungry Hearts i guanya la Copa Volpi per la millor interpretació masculina a la 71a Mostra Internacional de Cinema de Venècia. Al febrer de 2014, la revista Variety va reportar que Driver seria el nou vilà, Kylo Ren, de la pel·lícula de Star Wars episodi VII: El despertar de la força. El 29 d'abril de 2014 es va confirmar que seria el vilà principal del Despertar de la Força interpretant a Kylo Ren incorporant-se així a Star Wars. Per a obtenir aquest cobejat paper, Adam Driver no va necessitar fer l'audició, sinó que va ser sol·licitat de manera exclusiva directament per J. J. Abrams i Kathleen Kennedy (presidenta de Lucasfilm), amb l'aprovació i autorització de Disney. El 16 de gener de 2016 és triat per primera vegada com amfitrió per a formar part de l'episodi 797 de Saturday Night Live.
En 2016 interpreta al científic Paul Sevier a la pel·lícula Midnight Special, dirigida per Jeff Nichols, i va interpretar el paper del sacerdot Francisco Garupe a la pel·lícula Silence dirigida per Martin Scorsese. També en aquest any va protagonitzar la pel·lícula Paterson, dirigida per Jim Jarmusch. Va protagonitzar la pel·lícula The Man Who Killed Don Quixote, de Terry Gilliam, que es va clausurar, fora de concurs, el 69è Festival Internacional de Cinema de Canes.
En 2022, Adam Driver interpreta el paper de l'empresari italià Enzo Ferrari en una pel·lícula dirigida per Michael Mann.

## Vida privada
Driver es va casar amb Joanne Tucker el 22 de juny de 2013. En 2016 va néixer el seu primer fill.
Actualment dirigeix l'organització sense ànim de lucre, Arts in the Armed Forces, que ofereix espectacles de teatre modern gratuïts per als membres del servei en les bases militars estatunidenques arreu del món.

## Filmografia completa

### Cinema
| 2011 | J. Edgar                                        | Walter Lyle              |
| 2012 | Lincoln                                         | Samuel Beckwith          |
| 2012 | Not Waving But Drowning                         | Adam                     |
| 2012 | You Don't Know Jack                             | Glen Stetson             |
| 2012 | Gayby                                           | Neil                     |
| 2012 | Frances Ha                                      | Lev Shapiro              |
| 2013 | Bluebird                                        | Walter                   |
| 2013 | Tracks                                          | Rick Smolan              |
| 2013 | Inside Llewyn Davis                             | Al Cody                  |
| 2013 | What If                                         | Allan                    |
| 2014 | Hungry Hearts                                   | Jude                     |
| 2014 | I aquí us deixo                                 | Phillip Altman           |
| 2014 | Mentre siguem joves                             | Jamie Massey             |
| 2015 | Star Wars episodi VII: el despertar de la força | Kylo Ren / Ben Solo      |
| 2016 | Midnight Special                                | Paul Sevier              |
| 2016 | Paterson                                        | Paterson                 |
| 2016 | Silence                                         | Padre Francisco Garupe   |
| 2017 | The Meyerowitz Stories                          | Randy                    |
| 2017 | Star Wars: Els últims Jedi                      | Kylo Ren / Ben Solo      |
| 2017 | Logan Lucky                                     | Clyde Logan              |
| 2018 | The Man Who Killed Don Quixote                  | Toby Grisoni             |
| 2018 | BlacKkKlansman                                  | Flip Zimmerman           |
| 2019 | The Report                                      | Daniel Jones             |
| 2019 | The Dead Don't Die                              | Oficial Ronald Peterson  |
| 2019 | Marriage Story                                  | Charlie Barber           |
| 2019 | Star Wars: L'ascens de Skywalker                | Kylo Ren / Ben Solo      |
| 2021 | The Last Duel                                   | Jacques LeGris           |
| 2021 | House of Gucci                                  | Maurizio Gucci           |
| 2021 | Annette                                         | Henry                    |
| 2022 | White Noise                                     | Jack Gladney             |
| 2023 | Yankee Comandante                               | William Alexander Morgan |
| 2023 | Ferrari                                         | Enzo Ferrari             |
| 2023 | 65                                              | Scott Beck/Bryan Woods   |

### Televisió
| 2010      | The Wonderful Maladys | Zed                           | Sèrie de televisió - Episodi pilot                          |
| 2010      | The Unusuals          | Will Slansky                  | Sèrie de televisió - Episodi: The EID                       |
| 2010      | Law & Order           | Robby Vickery                 | Sèrie de televisió - Episodi: Brilliant Disguise            |
| 2012-2017 | Girls                 | Adam Sackler                  | Sèrie de televisió (Personatge regular)                     |
| 2015      | The Simpsons          | Adam Sackler (veu)            | Sèrie de televisió - Episodi: Every Man's Dream             |
| 2016      | Saturday Night Live   | Ell mateix (Invitat especial) | Sèrie de televisió - Episodi: Adam Driver / Chris Stapleton |
| 2016      | Galaxy World of Alisa | Bol (veu)                     | Sèrie de televisió - Episodi: The Liar Liar                 |
| 2017      | Bob's Burgers         | Art the Artist (veu)          | Sitcom animada - Episodi: "The Bleakening: Part 1 & 2"      |

### Videojocs
| 2015 | Disney Infinity 3.0               | Kylo Ren (veu) |
| 2016 | Lego Star Wars: The Force Awakens | Kylo Ren (veu) |
| 2017 | Star Wars Battlefront 2           | Kylo Ren (veu) |

## Teatre
| Any  | Obra                     | Personatge    |
| ---- | ------------------------ | ------------- |
| 2010 | Mrs. Warren's Profession | Dov Kaplinsky |
| 2010 | The Retributionists      | Frank Gardner |
| 2010 | Angels in America        | Louis Ironson |
| 2011 | Man and Boy              | Basil Anthony |
| 2012 | Look Back in Anger       | Cliff         |
| 2019 | Burn This                | Pale          |

## Premis i nominacions
Premis Oscar
| Any  | Categoria                            | Pel·lícula     | Resultat |
| ---- | ------------------------------------ | -------------- | -------- |
| 2018 | Oscar al millor actor de repartiment | BlacKkKlansman | Nominat  |
| 2019 | Oscar al millor actor                | Marriage Story | Nominat  |

Festival Internacional de Cinema de Venècia
| Any  | Categoria                                        | Pel·lícula    | Resultat  |
| ---- | ------------------------------------------------ | ------------- | --------- |
| 2014 | Copa Volpi per la millor interpretació masculina | Hungry Hearts | Guanyador |

Premis de l'Associació de Crítics de Cinema de Los Angeles (LAFCA)
| Any  | Categoria    | Pel·lícula | Resultat  |
| ---- | ------------ | ---------- | --------- |
| 2016 | Millor actor | Paterson   | Guanyador |

Premis de l'Associació de Crítics de Cinema de Toronto (TFCA)
| Any  | Categoria    | Pel·lícula | Resultat  |
| ---- | ------------ | ---------- | --------- |
| 2016 | Millor actor | Paterson   | Guanyador |

Premis Sant Jordi de Cinematografia
| Any  | Categoria                             | Treball  | Resultat  |
| ---- | ------------------------------------- | -------- | --------- |
| 2016 | Millor actor en pel·lícula estrangera | Paterson | Guanyador |

Premis Saturn
| Any  | Categoria                   | Sèrie                                           | Resultat  |
| ---- | --------------------------- | ----------------------------------------------- | --------- |
| 2016 | Millor actor de repartiment | Star Wars episodi VII: El despertar de la força | Guanyador |

MTV Movie Awards
| Any  | Categoria                                                       | Pel·lícula                                      | Resultat  |
| ---- | --------------------------------------------------------------- | ----------------------------------------------- | --------- |
| 2016 | Millor Villà                                                    | Star Wars episodi VII: El despertar de la força | Guanyador |
| 2016 | Millor BVaralla - Rey (Daisy Ridley) vs. Kylo Ren (Adam Driver) | Star Wars episodi VII: El despertar de la força | Nominats  |
| 2016 | Millor Repartiment                                              | Star Wars episodi VII: El despertar de la força | Nominats  |

Teen Choice Awards
| Any  | Categoria             | Pel·lícula                                      | Resultat  |
| ---- | --------------------- | ----------------------------------------------- | --------- |
| 2016 | Millor Vilà de Cinema | Star Wars episodi VII: El despertar de la força | Guanyador |

Premis Primetime Emmy
| Any  | Categoria                                           | Sèrie | Resultat |
| ---- | --------------------------------------------------- | ----- | -------- |
| 2013 | Millor Actor de Repartiment en una Sèrie de Comèdia | Girls | Nominat  |
| 2014 | Millor Actor de Repartiment en una Sèrie de Comèdia | Girls | Nominat  |
| 2015 | Millor Actor de Repartiment en una Sèrie de Comèdia | Girls | Nominat  |

Critics' Choice Movie Award
| Any  | Categoria          | Pel·lícula | Resultat |
| ---- | ------------------ | ---------- | -------- |
| 2013 | Millor repartiment | Lincoln    | Nominats |

Premis de l'Associació de Crítics de Cinema de Geòrgia
| Any  | Categoria    | Sèrie                                           | Resultat |
| ---- | ------------ | ----------------------------------------------- | -------- |
| 2015 | Millor elenc | Star Wars episodi VII: El despertar de la força | Nominats |

Premis de l'Associació de Televisió i Cinema En línia
| Any  | Categoria                                           | Pel·lícula/Sèrie                                | Resultat |
| ---- | --------------------------------------------------- | ----------------------------------------------- | -------- |
| 2013 | Millor Actor de Repartiment en una Sèrie de Comèdia | Girls                                           | Nominat  |
| 2015 | Millor Actor de Repartiment en una Sèrie de Comèdia | Girls                                           | Nominat  |
| 2016 | Millor elenc                                        | Star Wars episodi VII: El despertar de la força | Nominats |

Premis de l'Associació de Crítics de Televisió
| Any  | Categoria                                           | Sèrie | Resultat |
| ---- | --------------------------------------------------- | ----- | -------- |
| 2015 | Millor actor de repartiment en una sèrie de comèdia | Girls | Nominat  |

Cercle de Crítics de Cinema d'Austràlia
| Any  | Categoria                   | Pel·lícula | Resultat |
| ---- | --------------------------- | ---------- | -------- |
| 2013 | Millor actor de repartiment | Tracks     | Nominat  |

Young Hollywood Awards
| Any  | Categoria     | Pel·lícula | Resultat |
| ---- | ------------- | ---------- | -------- |
| 2014 | Actor favorit | Tracks     | Nominat  |